# Григорьевское (Смоленская область)
 Григо́рьевское — деревня Новодугинского района Смоленской области России. Расположена в северо-восточной части области в 31 км к юго-западу от Новодугино и в 5 км северу от Хмелиты. Население — 188 жителей (2007 год). Входит в Извековское сельское поселение.

## История
Известно как минимум с 1781 года (сельцо вокруг дворянской усадьбы на берегу реки Лужки). Владелец — Богдан Васильевич Лыкошин. В селе была винокурня и 2 водяных мельницы. В 1799 построен каменный усадебный дом. В 1794-1795 годах построена каменная вторая церковь. В 1810 году (после смерти владельца и ввиду малолетства его сыновей) село было передано во владение Ельнинскому помещику Василию Звереву. Обратно возвращено Лыкошиным в 1819. В 1845 году владелицей села являлась коллежская регистраторша Мария Петровна Лыкошина. В начале XX века в селе было отделение сберкассы, почтово-телеграфное отделение и земская школа. Последний владелец (1919 год) — Григорий Леонидович Лыкошин. В 1925 году в селе был создан колхоз. От усадьбы сохранился ряд хозяйственных построек, центральная часть Преображенской церкви.

## Экономика
Средняя школа, сельхозпредприятие «Григорьевское» (прекратило существование).

Руины Преображенской церкви
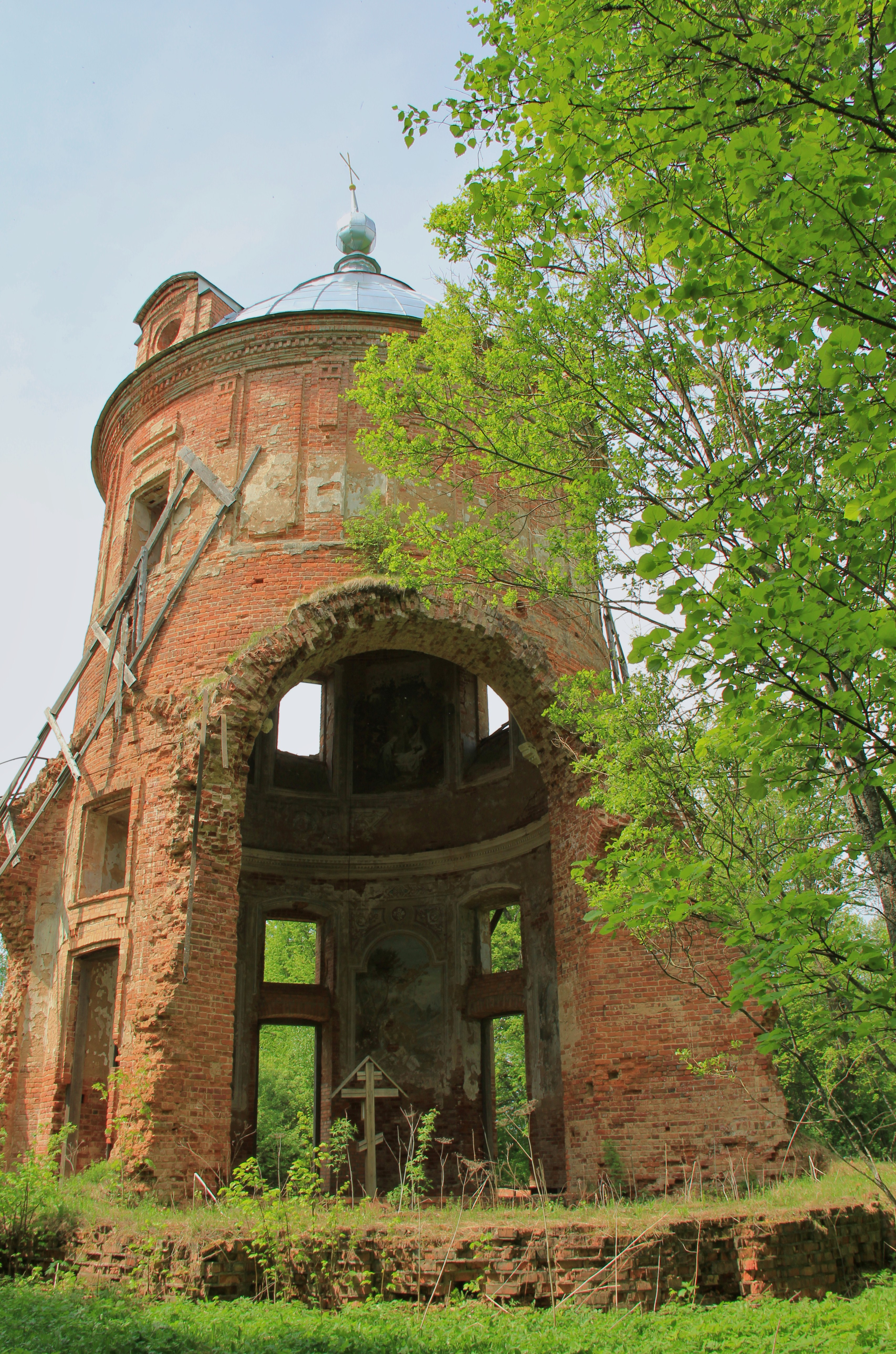
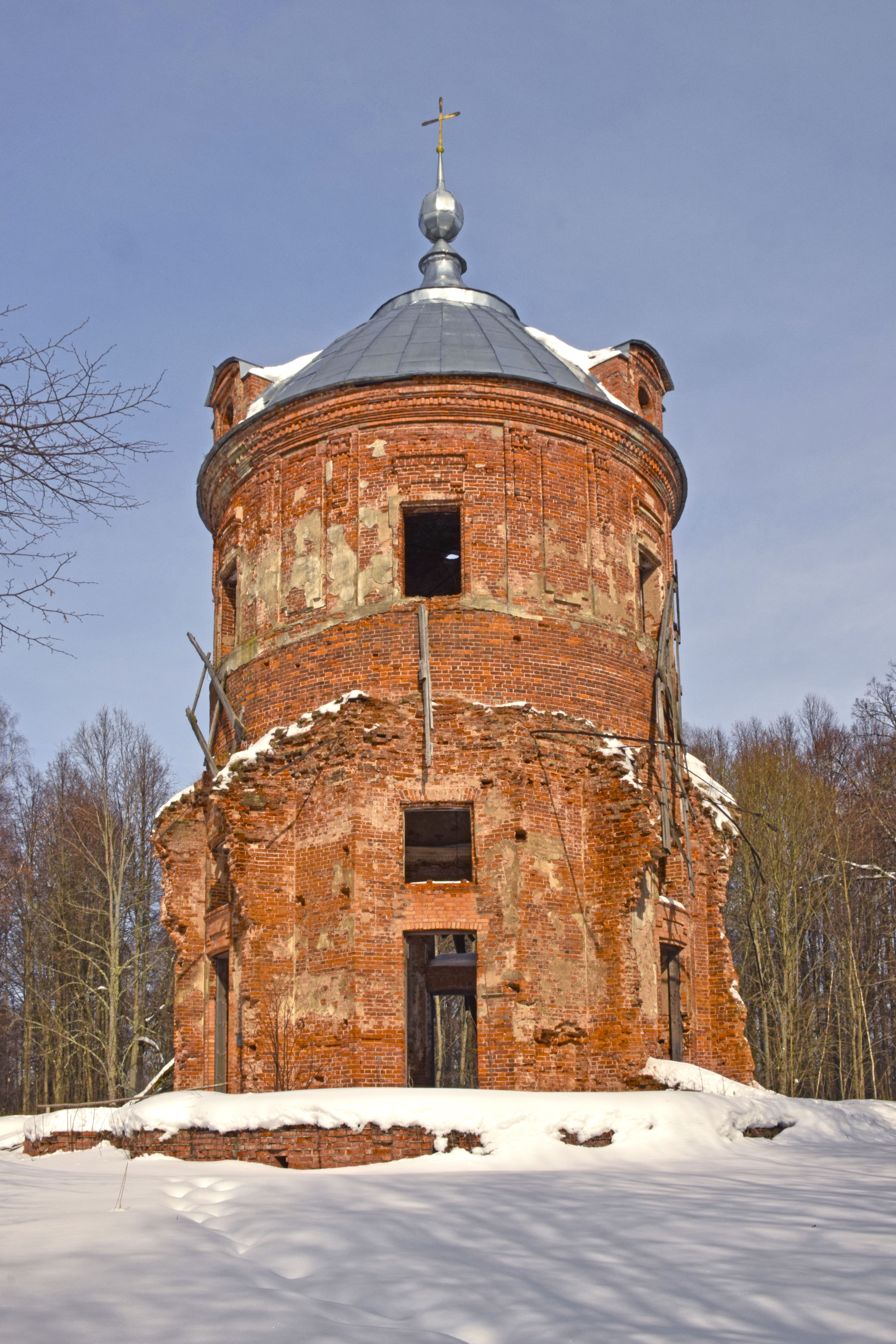
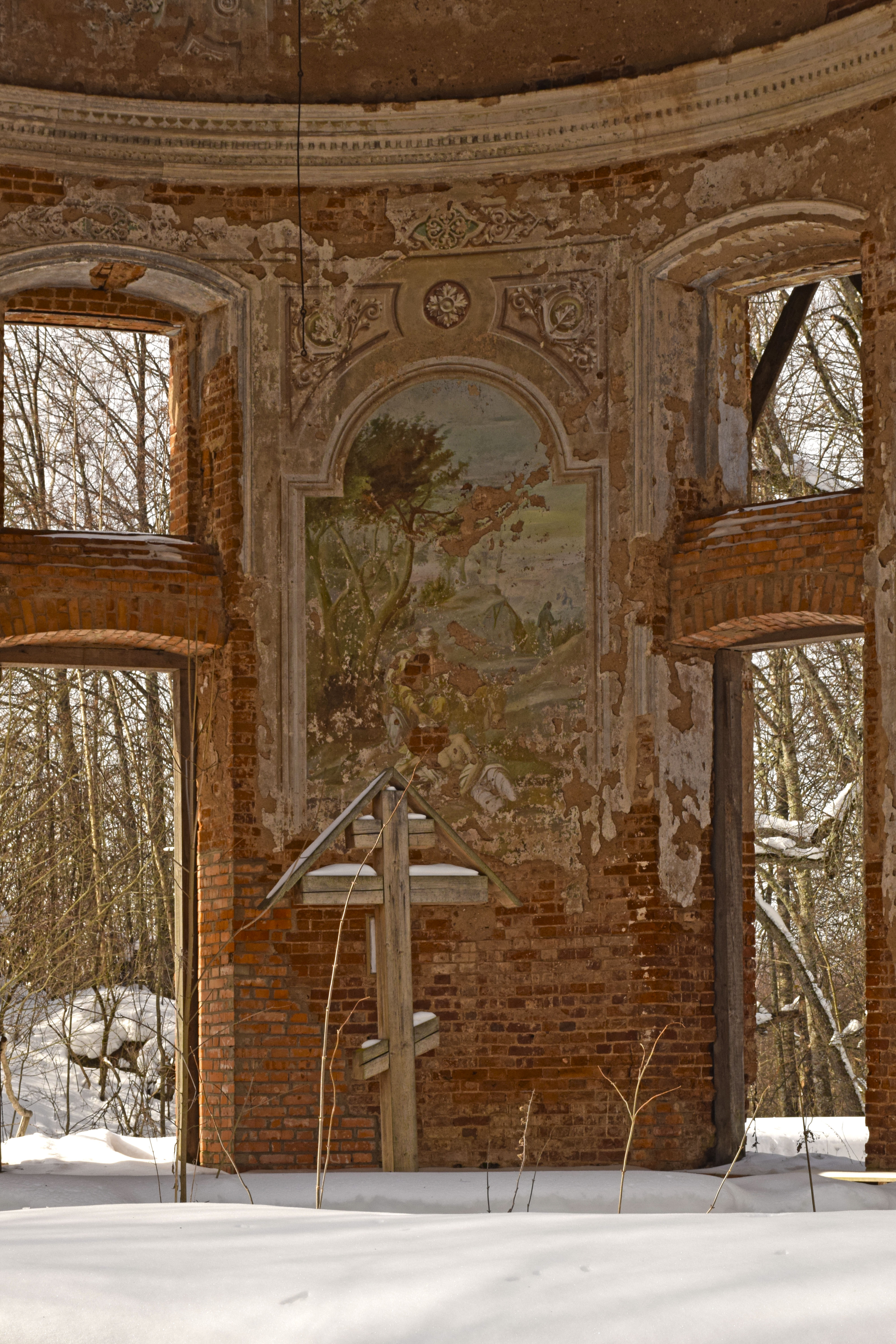
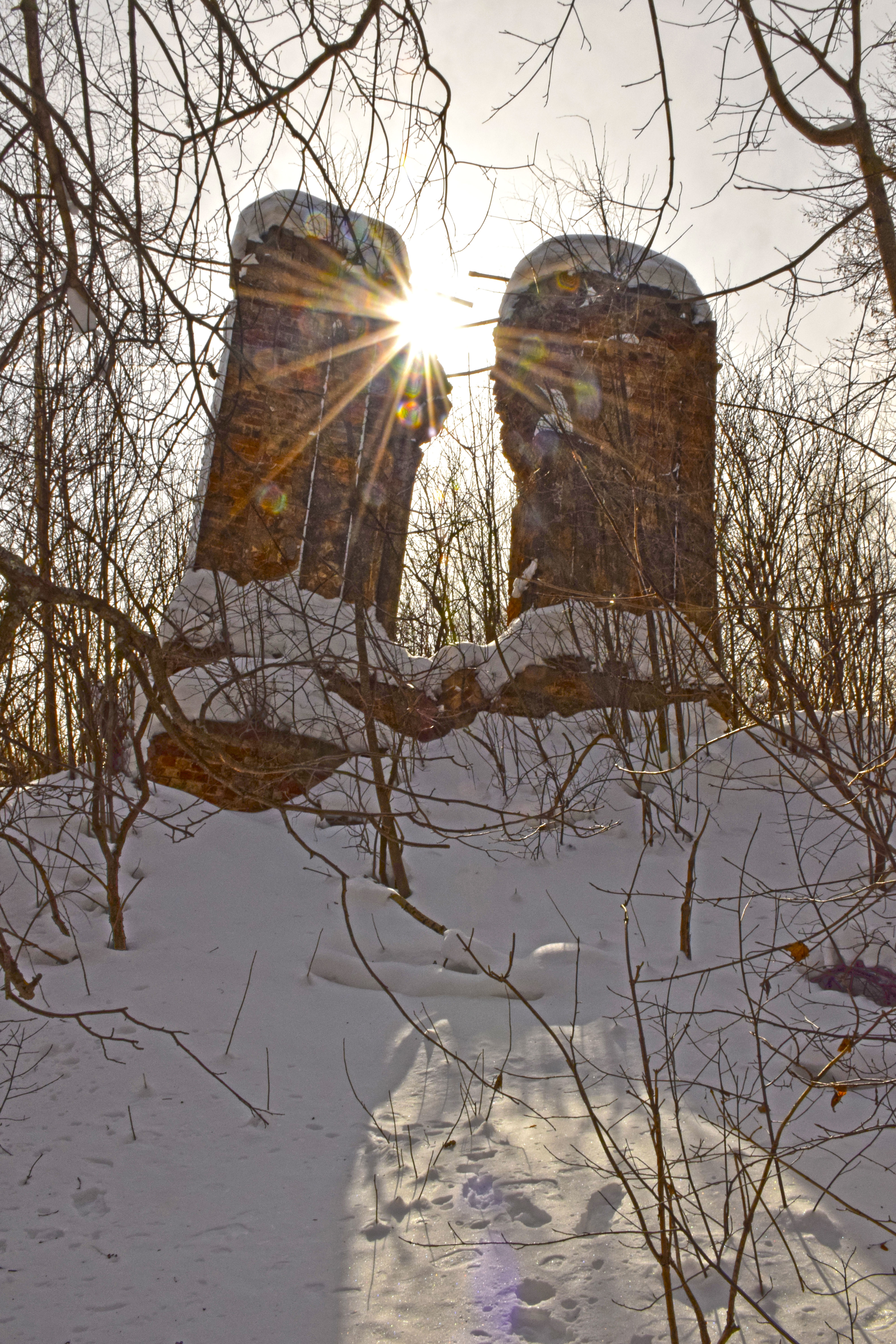